# Шоломичи
Шоломичи (бел. Шаломічы) — деревня в Пинском районе Брестской области Белоруссии. Входит в состав Боричевичского сельсовета.
Деревня расположена примерно в 22 км к востоку от центра города Пинска. Ближайшие населённые пункты — деревни Лозичи и Месятичи. Население — 9 человек (2019).

## История

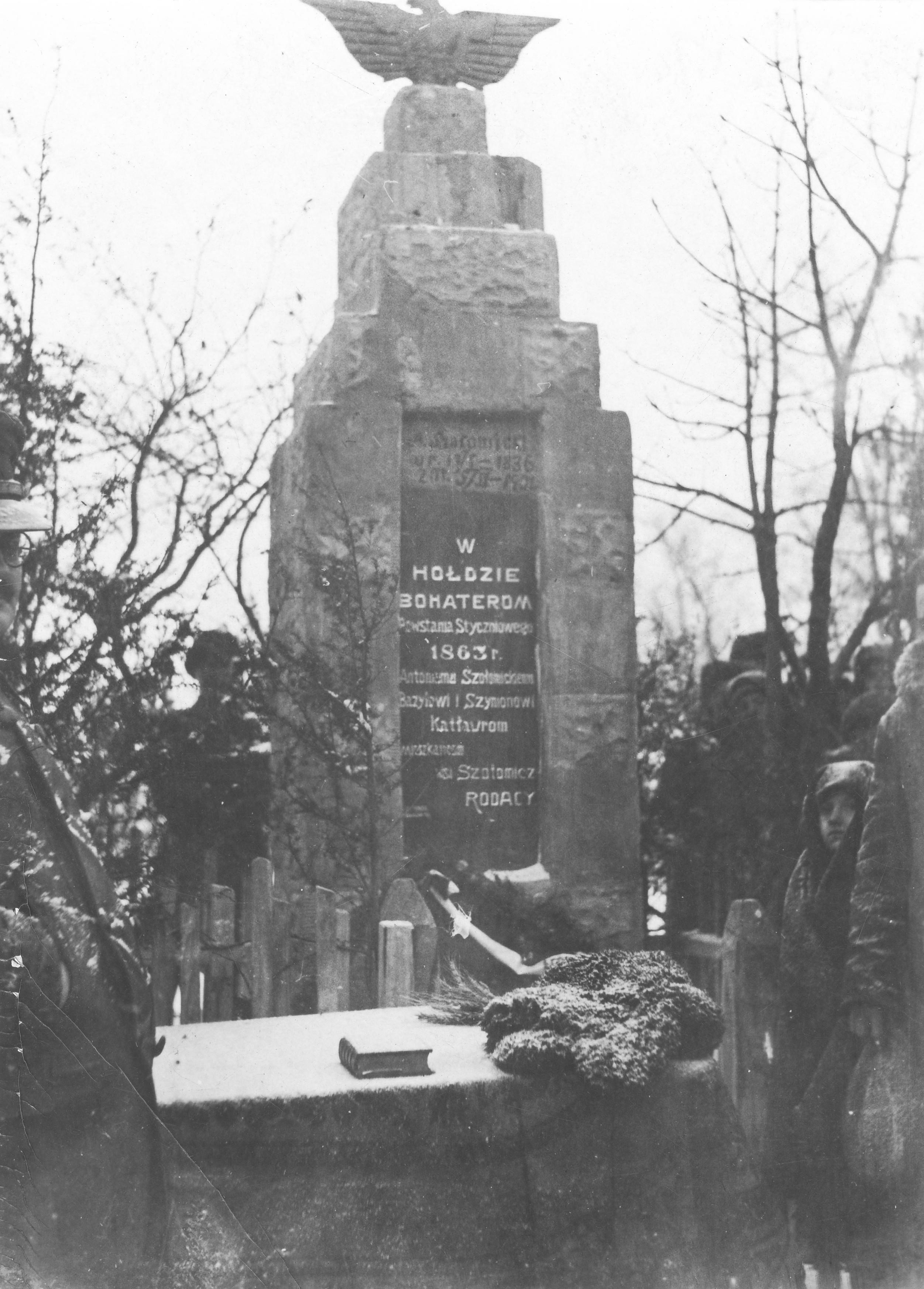
Памятник повстанцам 1863 г. Василю и Семёну Каллаурам, Антону Шоломицкому

Деревня Шоломичи являлась родовым гнездом шляхетского рода Шоломицких герба «Гиппоцентариус».
В 1572 году здесь располагался двор Григория Шоломицкого. В 1717 году в Шоломичах и в соседних Лозичах жил воин Самюэль Шоломицкий. Помимо Шоломицких здесь проживали представители шляхетских семей Богатко, Колбов, Бут-Гусаимов, Лозицких и других.
В 1933 году к 70-летию восстания 1863 года в деревне был установлен памятник жителям, участвовавшим в нём: Антону Шоломицкому, Василю и Семёну Каллаурам. Он был разрушен в 1939 году с приходом советской власти. 29 августа 2020 года на том же месте, где находился старый памятник, был возведён новый.

## Достопримечательность
- Памятник повстанцам 1863 г. Василю и Семёну Каллаурам, Антону Шоломицкому